# Сан Лацаро ди Савена (Кунео)
Сан Лацаро ди Савена је насеље у Италији у округу Кунео, региону Пијемонт.
Према процени из 2011. у насељу је живело 67 становника. Насеље се налази на надморској висини од 316 м.